# Soupisky hokejových reprezentací na MS 2015
Mistrovství světa v ledním hokeji 2015 elit se zúčastnilo celkem 16 národních týmů. Každý tým musel mít na soupisce nejméně 15 bruslařů (útočníků a obránců) a dva brankáře, a nanejvýš 22 bruslařů a tři brankáře.

## Týmové statistiky
| Tým       | Přehled statistik | Seznam IIHF |
| --------- | ----------------- | ----------- |
| Švédsko   | Zde               | Seznam IIHF |
| Kanada    | Zde               | Seznam IIHF |
| Česko     | Zde               | Seznam IIHF |
| Švýcarsko | Zde               | Seznam IIHF |
| Lotyšsko  | Zde               | Seznam IIHF |
| Francie   | Zde               | Seznam IIHF |
| Německo   | Zde               | Seznam IIHF |
| Rakousko  | Zde               | Seznam IIHF |

| Tým       | Přehled statistik | Statistiky IIHF |
| --------- | ----------------- | --------------- |
| Finsko    | Zde               | Seznam IIHF     |
| Rusko     | Zde               | Seznam IIHF     |
| USA       | Zde               | Seznam IIHF     |
| Slovensko | Zde               | Seznam IIHF     |
| Norsko    | Zde               | Seznam IIHF     |
| Bělorusko | Zde               | Seznam IIHF     |
| Slovinsko | Zde               | Seznam IIHF     |
| Dánsko    | Zde               | Seznam IIHF     |

### Kanada
Prvních 19 hráčů nominovala kanadská hokejová federace 14. dubnu 2015. Útočník Ryan Nugent-Hopkins však z této nominace vypadl, jelikož ho vedení klubu Edmonton Oilers nechtělo na šampionát kvůli doléčení po zlomenině pravé nohy pustit. 26. dubna 2015 potvrdil svou účast na šampionátu i kapitán vítězného týmu ze ZOH 2014 v ruské Soči Sidney Crosby. 28. dubna 2015 doplnil mužstvo obránce Dan Hamhuis z Vancouveru.

### Česko
Trenér Vladimír Růžička nominoval v předběžné nominaci 24. dubna 2015 celkem 28 hráčů.

### Švédsko
Trenér Pär Mårts nominoval v předběžné nominaci 28. dubna 2015 celkem 24 hráčů. Ještě ve stejný den se k týmu připojili obránce Mattias Ekholm a útočník Filip Forsberg z Nashvillu.

### Finsko
Trenér Kari Jalonen nominoval na šampionát 27. dubna 2015 celkem 25 hráčů. Ještě ve stejný den se k týmu připojil brankář Pekka Rinne z Nashvillu.

### Slovensko
Trenér Vladimír Vůjtek nominoval v předběžné nominaci 26. dubna 2015 celkem 27 hráčů. K týmu se 28. dubna připojili útočníci Štefan Ružička a Vladimír Dravecký z Třince Z nominace vypadl dne 28. dubna 2015 Ladislav Nagy, kterého vyřadilo svalové zranění stehna. Konečnou nominaci oznámil trenér Vůjtek 29. dubna 2015, kdy z týmu škrtl obránce Christiána Jaroše a útočníka Marcela Haščáka.

### Německo
Kanadský trenér Pat Cortina nominoval na šampionát 27. dubna 2015 celkem 26 hráčů.

### Lotyšsko
Trenér Aleksandrs Beļavskis nominoval na šampionát 27. dubna 2015 celkem 26 hráčů.

## Medailisté

### Soupiska kanadského týmu
- Hlavní trenér: Todd McLellan
- Asistent trenéra: Peter DeBoer

| 2  | O | Dan Hamhuis – A   | Vancouver Canucks     |
| 4  | Ú | Taylor Hall       | Edmonton Oilers       |
| 5  | O | Aaron Ekblad      | Florida Panthers      |
| 6  | O | Jake Muzzin       | Los Angeles Kings     |
| 7  | Ú | Sean Couturier    | Philadelphia Flyers   |
| 9  | Ú | Matt Duchene      | Colorado Avalanche    |
| 10 | Ú | Brayden Schenn    | Philadelphia Flyers   |
| 14 | Ú | Jordan Eberle     | Edmonton Oilers       |
| 20 | Ú | Cody Eakin        | Dallas Stars          |
| 22 | O | Tyson Barrie      | Colorado Avalanche    |
| 28 | Ú | Claude Giroux     | Philadelphia Flyers   |
| 29 | Ú | Nathan MacKinnon  | Colorado Avalanche    |
| 31 | B | Martin Jones      | Los Angeles Kings     |
| 41 | B | Mike Smith        | Arizona Coyotes       |
| 46 | O | Patrick Wiercioch | Ottawa Senators       |
| 58 | O | David Savard      | Columbus Blue Jackets |
| 63 | Ú | Tyler Ennis       | Buffalo Sabres        |
| 73 | Ú | Tyler Toffoli     | Los Angeles Kings     |
| 79 | Ú | Ryan O'Reilly     | Colorado Avalanche    |
| 87 | Ú | Sidney Crosby –   | Pittsburgh Penguins   |
| 88 | O | Brent Burns       | San Jose Sharks       |
| 90 | Ú | Jason Spezza – A  | Dallas Stars          |
| 91 | Ú | Tyler Seguin      | Dallas Stars          |

### Soupiska ruského týmu
- Hlavní trenér:  Oļegs Znaroks
- Asistent trenéra:  Harijs Vītoliņš

| 7  | O | Dmitrij Kulikov      | Florida Panthers                   |
| 8  | Ú | Alexandr Ovečkin     | Washington Capitals                |
| 9  | Ú | Artěmij Panarin      | SKA Petrohrad                      |
| 10 | Ú | Sergej Mozjakin      | Metallurg Magnitogorsk             |
| 11 | Ú | Jevgenij Malkin – A  | Pittsburgh Penguins                |
| 14 | Ú | Viktor Tichonov      | SKA Petrohrad                      |
| 16 | Ú | Sergej Plotnikov     | Lokomotiv Jaroslavl                |
| 25 | Ú | Danis Zaripov        | Metallurg Magnitogorsk – odstoupil |
| 30 | B | Konstantin Barulin   | Avangard Omsk                      |
| 31 | B | Anton Chudobin       | Carolina Hurricanes                |
| 41 | Ú | Nikolaj Kuljomin – A | New York Islanders                 |
| 42 | Ú | Arťom Anisimov       | Columbus Blue Jackets              |
| 44 | O | Jegor Jakovlev       | Lokomotiv Jaroslavl                |
| 48 | O | Jevgenij Birjukov    | Metallurg Magnitogorsk – odstoupil |
| 52 | Ú | Sergej Širokov       | Avangard Omsk                      |
| 63 | Ú | Jevgenij Dadonov     | SKA Petrohrad                      |
| 71 | Ú | Ilja Kovalčuk –      | SKA Petrohrad                      |
| 72 | B | Sergej Bobrovskij    | Columbus Blue Jackets              |
| 73 | O | Maxim Čudinov        | SKA Petrohrad                      |
| 77 | O | Anton Bělov          | SKA Petrohrad                      |
| 82 | O | Jevgenij Medveděv    | Ak Bars Kazaň                      |
| 87 | Ú | Vadim Šipačov        | SKA Petrohrad                      |
| 91 | Ú | Vladimir Tarasenko   | St. Louis Blues                    |
| 93 | O | Viktor Antipin       | Metallurg Magnitogorsk             |
| 94 | O | Andrej Mironov       | HK Dynamo Moskva                   |

### Soupiska amerického týmu
- Hlavní trenér: Todd Richards
- Asistent trenéra: Dan Bylsma

| 1  | B | Jack Campbell     | Texas Stars                |
| 3  | O | Seth Jones        | Nashville Predators        |
| 5  | O | Connor Murphy     | Arizona Coyotes            |
| 6  | O | Mike Reilly       | Minnesotská univerzita     |
| 9  | Ú | Jack Eichel       | Bostonská univerzita       |
| 12 | Ú | Ben Smith         | San Jose Sharks            |
| 13 | Ú | Nick Bonino       | Vancouver Canucks          |
| 14 | Ú | Steve Moses       | Jokerit                    |
| 17 | O | John Moore        | Arizona Coyotes            |
| 19 | Ú | Jimmy Vesey       | Harvardova univerzita      |
| 21 | Ú | Dylan Larkin      | Michiganská univerzita     |
| 22 | Ú | Trevor Lewis – A  | Los Angeles Kings          |
| 23 | Ú | Matt Hendricks –  | Edmonton Oilers            |
| 24 | O | Zach Redmond      | Colorado Avalanche         |
| 26 | Ú | Jeremy Morin      | Columbus Blue Jackets      |
| 27 | O | Justin Faulk – A  | Carolina Hurricanes        |
| 29 | Ú | Brock Nelson      | New York Islanders         |
| 33 | Ú | Charlie Coyle     | Minnesota Wild             |
| 34 | B | Alex Lyon         | Yaleova univerzita         |
| 36 | Ú | Mark Arcobello    | Arizona Coyotes            |
| 37 | B | Connor Hellebuyck | St. John's IceCaps         |
| 42 | Ú | Dan Sexton        | CHK Neftěchimik Nižněkamsk |
| 47 | O | Torey Krug        | Boston Bruins              |
| 51 | O | Jake Gardiner     | Toronto Maple Leafs        |
| 90 | Ú | Anders Lee        | New York Islanders         |

### Soupiska českého týmu
- Hlavní trenér: Vladimír Růžička
- Asistent trenéra: Jaroslav Špaček,  Ondřej Weissmann
- Trenér brankářů: Martin Prusek

| 1  | B | Jakub Kovář      | Avtomobilist Jekatěrinburg   |
| 8  | O | Jan Hejda – A    | Colorado Avalanche           |
| 10 | Ú | Roman Červenka   | SKA Petrohrad                |
| 12 | Ú | Jiří Novotný     | Lokomotiv Jaroslavl          |
| 14 | Ú | Tomáš Plekanec   | Montreal Canadiens           |
| 17 | Ú | Vladimír Sobotka | Avangard Omsk                |
| 20 | Ú | Jakub Klepiš     | HC Oceláři Třinec            |
| 23 | O | Ondřej Němec     | CSKA Moskva                  |
| 24 | Ú | Martin Zaťovič   | HK Lada Toljatti             |
| 29 | O | Jan Kolář        | Admiral Vladivostok          |
| 30 | O | Jakub Krejčík    | Örebro HK                    |
| 31 | B | Ondřej Pavelec   | Winnipeg Jets                |
| 36 | O | Petr Čáslava     | HC ČSOB Pojišťovna Pardubice |
| 42 | Ú | Petr Koukal      | Jokerit                      |
| 43 | Ú | Jan Kovář        | Metallurg Magnitogorsk       |
| 47 | O | Michal Jordán    | Carolina Hurricanes          |
| 48 | Ú | Tomáš Hertl      | San Jose Sharks              |
| 53 | B | Alexander Salák  | HK Sibir Novosibirsk         |
| 68 | Ú | Jaromír Jágr – A | Florida Panthers             |
| 70 | Ú | Radek Smoleňák   | MODO Hockey                  |
| 82 | Ú | Michal Vondrka   | HC Sparta Praha              |
| 87 | O | Jakub Nakládal   | TPS Turku                    |
| 91 | Ú | Martin Erat      | Arizona Coyotes              |
| 93 | Ú | Jakub Voráček –  | Philadelphia Flyers          |
| 94 | Ú | Dominik Simon    | HC Škoda Plzeň               |

### Soupiska švédského týmu
- Hlavní trenér: Pär Mårts
- Asistent trenéra: Rikard Grönborg, Peter Popovic

| 1  | B | Jhonas Enroth        | Dallas Stars              |
| 3  | O | John Klingberg       | Dallas Stars              |
| 4  | O | Staffan Kronwall –   | Lokomotiv Jaroslavl       |
| 8  | O | Petter Granberg      | Toronto Maple Leafs       |
| 9  | Ú | Filip Forsberg       | Nashville Predators       |
| 10 | Ú | Joakim Lindström     | St. Louis Blues           |
| 11 | Ú | Simon Hjalmarsson    | CSKA Moskva               |
| 14 | O | Mattias Ekholm       | Nashville Predators       |
| 15 | Ú | Mattias Sjögren      | Linköpings HC             |
| 16 | Ú | Jacob Josefson       | New Jersey Devils         |
| 20 | Ú | Joel Lundqvist – A   | Frölunda HC               |
| 21 | Ú | Loui Eriksson        | Boston Bruins             |
| 23 | O | Oliver Ekman-Larsson | Arizona Coyotes           |
| 27 | Ú | Jimmie Ericsson – A  | SKA Petrohrad             |
| 28 | Ú | Elias Lindholm       | Carolina Hurricanes       |
| 31 | B | Anders Nilsson       | Ak Bars Kazaň             |
| 35 | B | Markus Svensson      | Skellefteå AIK            |
| 44 | Ú | Nicklas Danielsson   | SC Rapperswil-Jona Lakers |
| 45 | Ú | Oskar Möller         | Ak Bars Kazaň             |
| 48 | O | Daniel Rahimi        | Linköpings HC             |
| 49 | Ú | Victor Rask          | Carolina Hurricanes       |
| 51 | O | Jonas Ahnelöv        | MODO Hockey               |
| 53 | Ú | Andreas Thuresson    | Severstal Čerepovec       |
| 58 | Ú | Anton Lander         | Edmonton Oilers           |
| 84 | O | Oscar Klefbom        | Edmonton Oilers           |

### Soupiska finského týmu
- Hlavní trenér: Kari Jalonen
- Asistent trenéra: Lauri Marjamäki, Ville Peltonen

| 2  | O | Jyrki Jokipakka    | Dallas Stars               |
| 6  | O | Tuukka Mäntylä     | Amur Chabarovsk            |
| 7  | O | Esa Lindell        | Porin Ässät                |
| 15 | Ú | Tuomo Ruutu – A    | New Jersey Devils          |
| 16 | Ú | Aleksander Barkov  | Florida Panthers           |
| 18 | O | Sami Lepistö – A   | Avtomobilist Jekatěrinburg |
| 20 | Ú | Janne Pesonen      | Skellefteå AIK             |
| 23 | Ú | Ossi Louhivaara    | Lausanne HC                |
| 24 | Ú | Joonas Kemppainen  | Oulun Kärpät               |
| 25 | Ú | Juha-Pekka Hytönen | Lausanne HC                |
| 26 | Ú | Jarkko Immonen     | Torpedo Nižnij Novgorod    |
| 27 | Ú | Petri Kontiola     | Lokomotiv Jaroslavl        |
| 28 | O | Anssi Salmela      | Färjestad BK               |
| 32 | B | Juuse Saros        | Hämeenlinnan Pallokerho    |
| 33 | B | Atte Engren        | Atlant Mytišči             |
| 35 | B | Pekka Rinne        | Nashville Predators        |
| 36 | Ú | Jussi Jokinen –    | Florida Panthers           |
| 38 | O | Juuso Hietanen     | Torpedo Nižnij Novgorod    |
| 41 | Ú | Antti Pihlström    | Salavat Julajev Ufa        |
| 50 | Ú | Juhamatti Aaltonen | Jokerit                    |
| 55 | O | Atte Ohtamaa       | Jokerit                    |
| 63 | O | Topi Jaakola       | Jokerit                    |
| 70 | Ú | Teemu Hartikainen  | Salavat Julajev Ufa        |
| 71 | Ú | Leo Komarov        | Toronto Maple Leafs        |
| 72 | Ú | Joonas Donskoi     | Oulun Kärpät               |
| 82 | Ú | Harri Pesonen      | Lausanne HC                |

### Soupiska běloruského týmu
- Hlavní trenér:  Dave Lewis
- Asistent trenéra: Oleg Antoněnko, Craig Woodcroft, Alexandr Žurik

| 1  | B | Vitalij Koval       | Salavat Julajev Ufa     |
| 5  | O | Nikolaj Stasenko    | Severstal Čerepovec     |
| 8  | O | Ilja Šinkevič       | HK Dinamo Minsk         |
| 11 | Ú | Alexandr Kulakov    | HK Dinamo Minsk         |
| 13 | Ú | Sergej Drozd        | HK Dinamo Minsk         |
| 14 | O | Jevgenij Lisovec    | HK Dinamo Minsk         |
| 15 | Ú | Arťom Děmkov        | HK Dinamo Minsk         |
| 17 | Ú | Alexej Kaljužnyj –  | HK Dinamo Minsk         |
| 22 | O | Oleg Goroško        | HK Dinamo Minsk         |
| 23 | Ú | Andrej Stas         | CSKA Moskva             |
| 25 | Ú | Oleg Jevenko        | Adirondack Flames       |
| 26 | O | Nikita Ustiněnko    | HK Homel                |
| 27 | Ú | Alexej Jefimenko    | HK Sibir Novosibirsk    |
| 31 | B | Igor Brikun         | HK Homel                |
| 35 | B | Kevin Lalande       | HK Dinamo Minsk         |
| 46 | Ú | Andrej Kosticyn – A | HK Soči                 |
| 57 | O | Ivan Usenko         | HK Dinamo Minsk         |
| 59 | O | Sergej Děmagin      | Torpedo Nižnij Novgorod |
| 61 | Ú | Andrej Stěpanov     | HK Dinamo Minsk         |
| 74 | Ú | Sergej Kosticyn     | Ak Bars Kazaň           |
| 77 | Ú | Alexandr Kitarov    | HK Dinamo Minsk         |
| 85 | Ú | Arťom Volkov        | Avangard Omsk           |
| 88 | Ú | Jevgenij Kovyršin   | Severstal Čerepovec     |
| 89 | O | Dmitrij Korobov – A | Atlant Mytišči          |
| 91 | O | Artur Gavrus        | Atlant Mytišči          |

### Soupiska švýcarského týmu
- Hlavní trenér:  Glen Hanlon
- Asistent trenéra:  John Fust

| 4  | O | Patrick Geering   | ZSC Lions           |
| 6  | O | Timo Helbling     | Fribourg-Gottéron   |
| 7  | O | Mark Streit –     | Philadelphia Flyers |
| 10 | Ú | Andres Ambühl – A | HC Davos            |
| 13 | O | Félicien Du Bois  | HC Davos            |
| 19 | Ú | Reto Schäppi      | ZSC Lions           |
| 20 | B | Reto Berra        | Colorado Avalanche  |
| 21 | Ú | Kevin Fiala       | Nashville Predators |
| 23 | Ú | Simon Bodenmann   | EHC Kloten          |
| 26 | Ú | Reto Suri         | EV Zug              |
| 34 | O | Dean Kukan        | Luleå HF            |
| 43 | Ú | Morris Trachsler  | ZSC Lions           |
| 48 | Ú | Matthias Bieber   | EHC Kloten          |
| 55 | O | Romain Loeffel    | Ženeva-Servette HC  |
| 56 | Ú | Dino Wieser       | HC Davos            |
| 58 | O | Eric Blum         | SC Bern             |
| 63 | B | Leonardo Genoni   | HC Davos            |
| 70 | Ú | Denis Hollenstein | EHC Kloten          |
| 77 | O | Robin Grossmann   | EV Zug              |
| 79 | B | Daniel Manzato    | HC Lugano           |
| 88 | Ú | Kevin Romy        | Ženeva-Servette HC  |
| 89 | Ú | Cody Almond       | Ženeva-Servette HC  |
| 90 | O | Roman Josi – A    | Nashville Predators |
| 95 | Ú | Julian Walker     | HC Lugano           |
| 96 | Ú | Damien Brunner    | HC Lugano           |

### Soupiska slovenského týmu
- Hlavní trenér:  Vladimír Vůjtek
- Asistent trenéra: Peter Oremus, Vladimír Országh

| 3  | O | Adam Jánošík       | HC Košice               |
| 7  | O | Ivan Baranka       | HC Slovan Bratislava    |
| 8  | O | Michal Sersen      | HC Slovan Bratislava    |
| 12 | Ú | Marián Gáborík     | Los Angeles Kings       |
| 13 | Ú | Tomáš Jurčo        | Detroit Red Wings       |
| 14 | O | Andrej Meszároš    | Buffalo Sabres          |
| 19 | Ú | Michel Miklík      | Amur Chabarovsk         |
| 22 | Ú | Vladimír Dravecký  | HC Oceláři Třinec       |
| 25 | Ú | Marek Viedenský    | Hämeenlinnan Pallokerho |
| 26 | O | Juraj Mikuš        | HC Sparta Praha         |
| 28 | Ú | Richard Pánik      | Toronto Maple Leafs     |
| 39 | B | Július Hudáček     | Örebro HK               |
| 42 | B | Branislav Konrád   | HK Dukla Trenčín        |
| 43 | Ú | Tomáš Surový       | HC 05 Banská Bystrica   |
| 50 | B | Ján Laco           | Barys Astana            |
| 51 | O | Dominik Graňák – A | Fribourg-Gottéron       |
| 55 | Ú | Mário Bližňák      | HC Škoda Plzeň          |
| 56 | Ú | Marko Daňo         | Columbus Blue Jackets   |
| 61 | Ú | Milan Bartovič – A | HC Slovan Bratislava    |
| 68 | O | Milan Jurčina      | Dinamo Riga             |
| 71 | O | Marek Ďaloga       | HC Sparta Praha         |
| 79 | Ú | Libor Hudáček      | HC Slovan Bratislava    |
| 82 | Ú | Tomáš Kopecký –    | Florida Panthers        |
| 90 | Ú | Tomáš Tatar        | Detroit Red Wings       |
| 97 | Ú | Patrik Lušňák      | Junosť Minsk            |

### Soupiska německého týmu
- Hlavní trenér:  Pat Cortina
- Asistent trenéra:  Jeff Tomlinson, Geoff Ward, Steffen Ziesche

| 3  | O | Justin Krueger       | SC Bern              |
| 9  | Ú | Tobias Rieder        | Arizona Coyotes      |
| 13 | O | Stephan Daschner     | Düsseldorfer EG      |
| 15 | O | Jens Baxmann         | Eisbären Berlín      |
| 16 | Ú | Michael Wolf –       | EHC Red Bull Mnichov |
| 17 | Ú | Marcus Kink – A      | Adler Mannheim       |
| 18 | Ú | Kai Hospelt          | Adler Mannheim       |
| 19 | Ú | Thomas Oppenheimer   | Hamburg Freezers     |
| 21 | Ú | Nico Krämmer         | Hamburg Freezers     |
| 22 | Ú | Matthias Plachta     | Adler Mannheim       |
| 33 | B | Danny aus den Birken | Kölner Haie          |
| 34 | O | Benedikt Kohl        | ERC Ingolstadt       |
| 36 | Ú | Yannic Seidenberg    | EHC Red Bull Mnichov |
| 37 | Ú | Patrick Reimer – A   | Nürnberg Ice Tigers  |
| 40 | O | Björn Krupp          | Grizzlys Wolfsburg   |
| 42 | Ú | Yasin Ehliz          | Nürnberg Ice Tigers  |
| 44 | B | Dennis Endras        | Adler Mannheim       |
| 47 | Ú | Christoph Ullmann    | Adler Mannheim       |
| 50 | Ú | Patrick Hager        | ERC Ingolstadt       |
| 51 | B | Timo Pielmeier       | ERC Ingolstadt       |
| 55 | O | Patrick Köppchen     | ERC Ingolstadt       |
| 77 | O | Nikolai Goc          | Adler Mannheim       |
| 86 | Ú | Daniel Pietta        | Krefeld Pinguine     |
| 91 | O | Moritz Müller        | Kölner Haie          |
| 93 | Ú | Brent Raedeke        | Iserlohn Roosters    |

### Soupiska norského týmu
- Hlavní trenér: Roy Johansen
- Asistent trenéra: Sjur Robert Nilsen, Knut Jørgen Stubdal

| 6  | O | Jonas Holøs              | Lokomotiv Jaroslavl |
| 8  | Ú | Mathias Trettenes        | Stavanger Oilers    |
| 10 | O | Mattias Nørstebø         | Mora IK             |
| 11 | Ú | Andreas Stene            | Vålerenga Ishockey  |
| 14 | Ú | Jonas Djupvik Løvlie     | Södertälje SK       |
| 17 | O | Stefan Espeland          | Vålerenga Ishockey  |
| 20 | Ú | Anders Bastiansen – A    | Graz 99ers          |
| 21 | Ú | Morten Ask               | Vålerenga Ishockey  |
| 22 | Ú | Martin Røymark           | Färjestad BK        |
| 23 | O | Mats Trygg               | Lørenskog IK        |
| 24 | Ú | Andreas Martinsen        | Düsseldorfer EG     |
| 26 | Ú | Kristian Forsberg        | Stavanger Oilers    |
| 28 | Ú | Niklas Roest             | Sparta Warriors     |
| 29 | Ú | Robin Dahlstrøm          | Örebro HK           |
| 30 | B | Lars Haugen              | HK Dinamo Minsk     |
| 31 | B | Lars Volden              | Rögle BK            |
| 40 | Ú | Ken André Olimb          | Düsseldorfer EG     |
| 41 | Ú | Patrick Thoresen – A     | SKA Petrohrad       |
| 42 | O | Henrik Ødegaard          | Lørenskog IK        |
| 46 | Ú | Mathis Olimb             | Frölunda HC         |
| 47 | O | Alexander Bonsaksen      | Tappara             |
| 51 | Ú | Mats Rosseli Olsen       | Frölunda HC         |
| 55 | O | Ole-Kristian Tollefsen – | Färjestad BK        |
| 70 | B | Steffen Søberg           | Vålerenga Ishockey  |
| 90 | O | Daniel Sørvik            | Vålerenga Ishockey  |

### Soupiska francouzského týmu
- Hlavní trenér:  Dave Henderson
- Asistent trenéra: Pierre Pousse

| 4  | O | Antonin Manavian        | Rouen Hockey Élite 76         |
| 7  | Ú | Yorick Treille – A      | Brûleurs de Loups de Grenoble |
| 9  | Ú | Damien Fleury           | Djurgårdens IF Hockey         |
| 10 | Ú | Laurent Meunier –       | Straubing Tigers              |
| 12 | Ú | Valentin Claireaux      | Lempäälän Kisa                |
| 14 | Ú | Stéphane Da Costa       | CSKA Moskva                   |
| 18 | O | Yohann Auvitu           | HIFK Hockey                   |
| 21 | Ú | Antoine Roussel         | Dallas Stars                  |
| 24 | Ú | Julien Desrosiers       | Rouen Hockey Élite 76         |
| 26 | O | Benjamin Dieude-Fauvel  | Iowa Wild                     |
| 27 | Ú | Loïc Lamperier          | Rouen Hockey Élite 76         |
| 28 | Ú | Damien Raux             | Diables Rouges de Briançon    |
| 33 | B | Ronan Quemener          | Mikkelin Jukurit              |
| 39 | B | Cristobal Huet          | Lausanne HC                   |
| 47 | O | Teddy Trabichet         | Rapaces de Gap                |
| 49 | B | Florian Hardy           | EHC Red Bull Mnichov          |
| 55 | O | Jonathan Janil          | Rouen Hockey Élite 76         |
| 62 | O | Florian Chakiachvili    | Diables Rouges de Briançon    |
| 71 | Ú | Anthony Guttig          | Mikkelin Jukurit              |
| 74 | O | Nicolas Besch           | GKS Tychy                     |
| 77 | Ú | Sacha Treille           | Straubing Tigers              |
| 80 | Ú | Teddy Da Costa          | Pelicans                      |
| 81 | Ú | Anthony Rech            | Dijon Hockey Club             |
| 82 | Ú | Charles Bertrand        | Vaasan Sport                  |
| 84 | O | Kévin Hecquefeuille – A | SCL Tigers                    |

### Soupiska lotyšského týmu
- Hlavní trenér: Aleksandrs Beļavskis
- Asistent trenéra:  Tom Coolen, Kārlis Zirnis

| 1  | B | Jānis Kalniņš         | DAB-Docler          |
| 3  | O | Maksims Širokovs      | HC Red Ice          |
| 4  | O | Jānis Andersons       | HK Dukla Trenčín    |
| 5  | Ú | Jānis Sprukts – A     | Fribourg-Gottéron   |
| 9  | O | Krišjānis Rēdlihs     | Dinamo Riga         |
| 10 | Ú | Lauris Dārziņš – A    | Dinamo Riga         |
| 11 | O | Kristaps Sotnieks     | Dinamo Riga         |
| 13 | O | Guntis Galvinš        | HCB South Tyrol     |
| 16 | Ú | Kaspars Daugaviņš –   | HK Dynamo Moskva    |
| 17 | Ú | Kaspars Saulietis     | Dinamo Riga         |
| 18 | Ú | Rodrigo Ābols         | HK Rīga             |
| 21 | Ú | Armands Bērziņš       | HC Pustertal        |
| 22 | O | Māris Jass            | Orli Znojmo         |
| 23 | O | Aleksandrs Jerofejevs | Dinamo Riga         |
| 24 | Ú | Miķelis Rēdlihs       | Dinamo Riga         |
| 25 | Ú | Andris Džeriņš        | Dinamo Riga         |
| 31 | B | Edgars Masaļskis      | HC Ambrì-Piotta     |
| 33 | B | Ervīns Muštukovs      | Aalborg Pirates     |
| 44 | O | Oskars Cibuļskis      | Dinamo Riga         |
| 47 | Ú | Mārtiņš Cipulis       | Dinamo Riga         |
| 59 | Ú | Lauris Bajarūns       | Nordsjælland Cobras |
| 70 | Ú | Miks Indrašis         | Dinamo Riga         |
| 71 | Ú | Roberts Bukarts       | Dinamo Riga         |
| 73 | Ú | Gunārs Skvorcovs      | Dinamo Riga         |
| 90 | Ú | Koba Jass             | Bílí Tygři Liberec  |

### Soupiska dánského týmu
- Hlavní trenér:  Janne Karlsson
- Asistent trenéra:  Tomas Jonsson, Theis Møller-Hansen

| 1  | B | Patrick Galbraith   | Karlskrona HK             |
| 4  | O | Mads Bødker         | SønderjyskE Ishockey      |
| 5  | O | Daniel Nielsen      | Herning Blue Fox          |
| 8  | O | Bjørn Uldall        | Herning Blue Fox          |
| 9  | Ú | Frederik Storm      | Malmö Redhawks            |
| 11 | Ú | Patrick Bjorkstrand | SaiPa                     |
| 13 | Ú | Morten Green –      | Schwenninger Wild Wings   |
| 14 | Ú | Kirill Starkov      | HC Red Ice                |
| 19 | Ú | Kim Staal           | Tohoku Free Blades        |
| 22 | O | Markus Lauridsen    | Cleveland Monsters        |
| 25 | O | Oliver Lauridsen    | Lehigh Valley Phantoms    |
| 27 | Ú | Oliver Bjorkstrand  | Portland Winterhawks      |
| 28 | O | Emil Kristensen     | IK Oskarshamn             |
| 29 | Ú | Morten Madsen – A   | Hamburg Freezers          |
| 31 | B | Simon Nielsen       | Lørenskog IK              |
| 32 | B | Sebastian Dahm      | Rødovre Mighty Bulls      |
| 33 | Ú | Julian Jakobsen     | Hamburg Freezers          |
| 37 | Ú | Anders Poulsen      | IK Oskarshamn             |
| 38 | Ú | Morten Poulsen      | IK Oskarshamn             |
| 40 | Ú | Jesper Jensen – A   | Rögle BK                  |
| 41 | O | Jesper B. Jensen    | Färjestad BK              |
| 43 | Ú | Nichlas Hardt       | Linköpings HC             |
| 48 | O | Nicholas Jensen     | Aalborg Pirates           |
| 50 | Ú | Mathias Bau Hansen  | Frederikshavn White Hawks |
| 53 | Ú | Thomas Spelling     | SønderjyskE Ishockey      |

### Soupiska rakouského týmu
- Hlavní trenér:  Daniel Ratushny
- Asistent trenéra: Christoph Brandner, Dieter Kalt

| 4  | O | Daniel Mitterdorfer   | EHC Black Wings Linz |
| 5  | Ú | Thomas Raffl –        | EC Red Bull Salzburg |
| 6  | Ú | Rafael Rotter         | Vienna Capitals      |
| 7  | Ú | Brian Lebler – A      | EHC Black Wings Linz |
| 12 | Ú | Michael Raffl         | Philadelphia Flyers  |
| 14 | O | Patrick Peter         | Vienna Capitals      |
| 15 | Ú | Manuel Latusa – A     | EC Red Bull Salzburg |
| 17 | Ú | Manuel Ganahl         | Graz 99ers           |
| 21 | Ú | Manuel Geier          | EC KAC               |
| 22 | Ú | Nikolas Petrik        | Dornbirner EC        |
| 27 | Ú | Thomas Hundertpfund   | EC KAC               |
| 28 | O | Martin Schumnig       | EC KAC               |
| 29 | B | Bernhard Starkbaum    | Brynäs IF            |
| 30 | B | René Swette           | EC KAC               |
| 31 | B | David Madlener        | Dornbirner EC        |
| 41 | O | Mario Altmann         | EC VSV               |
| 48 | O | Florian Iberer        | Vienna Capitals      |
| 50 | Ú | Mario Fischer         | Vienna Capitals      |
| 67 | Ú | Konstantin Komarek    | EC Red Bull Salzburg |
| 71 | Ú | Daniel Woger          | Graz 99ers           |
| 77 | O | Florian Mühlstein     | EC Red Bull Salzburg |
| 89 | Ú | Raphael Herburger     | EHC Biel             |
| 90 | O | Alexander Pallestrang | EC Red Bull Salzburg |
| 91 | O | Dominique Heinrich    | EC Red Bull Salzburg |
| 94 | Ú | Alexander Cijan       | EC Red Bull Salzburg |

### Soupiska slovinského týmu
- Hlavní trenér: Matjaž Kopitar
- Asistent trenéra: Nik Zupančič

| 4  | O | Andrej Tavželj      | Toros Něftěkamsk             |
| 7  | O | Klemen Pretnar      | EC VSV                       |
| 8  | Ú | Žiga Jeglič         | HC Slovan Bratislava         |
| 9  | Ú | Tomaž Razingar –    | HK Dukla Trenčín             |
| 11 | Ú | Anže Kopitar – A    | Los Angeles Kings            |
| 14 | O | Miha Štebih         | HC Dukla Jihlava             |
| 15 | O | Blaž Gregorc        | HC ČSOB Pojišťovna Pardubice |
| 16 | Ú | Aleš Mušič          | HDD Olimpija Ljubljana       |
| 17 | O | Žiga Pavlin         | AIK Ishockey                 |
| 18 | Ú | Ken Ograjenšek      | Gamyo Épinal                 |
| 19 | Ú | Žiga Pance          | HCB South Tyrol              |
| 22 | Ú | Marcel Rodman – A   | EC KAC                       |
| 23 | O | Luka Vidmar         | BK Mladá Boleslav            |
| 24 | Ú | Rok Tičar           | HC Slovan Bratislava         |
| 26 | Ú | Jan Urbas           | Västerås IK                  |
| 28 | O | Aleš Kranjc         | Södertälje SK                |
| 32 | B | Gašper Krošelj      | IK Oskarshamn                |
| 33 | B | Robert Kristan      | HC ČSOB Pojišťovna Pardubice |
| 39 | Ú | Jan Muršak          | CSKA Moskva                  |
| 40 | B | Luka Gračnar        | EC Red Bull Salzburg         |
| 51 | O | Mitja Robar         | BK Mladá Boleslav            |
| 55 | Ú | Robert Sabolič      | HC Sparta Praha              |
| 71 | Ú | Boštjan Goličič     | Rapaces de Gap               |
| 86 | O | Sabahudin Kovačevič | Graz 99ers                   |
| 91 | Ú | Miha Verlič         | Graz 99ers                   |

## Dresy jednotlivých mužstev
Náhledy

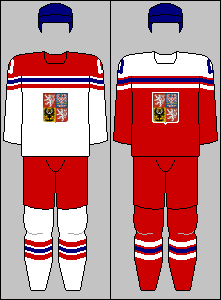
Česko
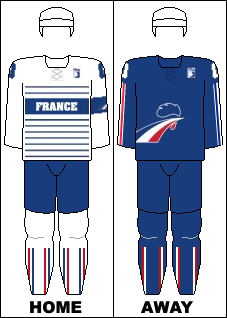
Francie
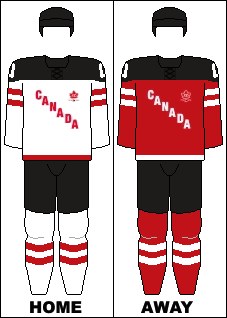
Kanada
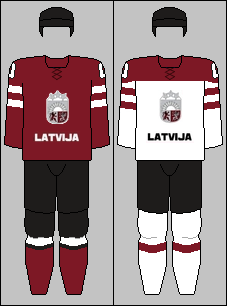
Lotyšsko
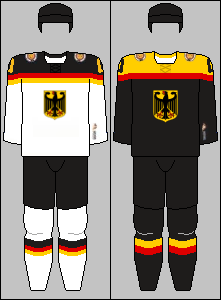
Německo
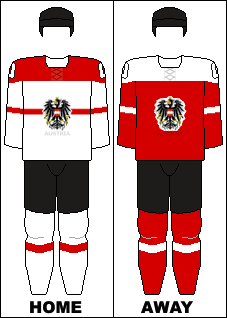
Rakousko
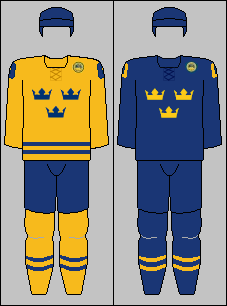
Švédsko
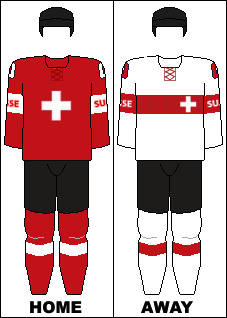
Švýcarsko

Náhledy

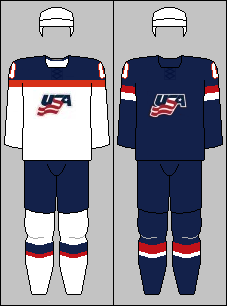
USA
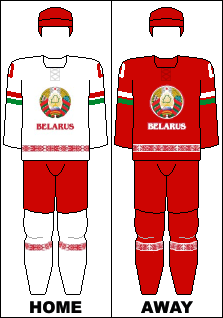
Bělorusko
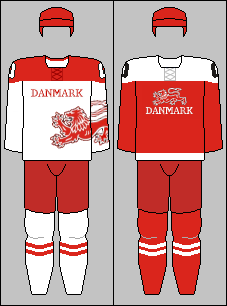
Dánsko
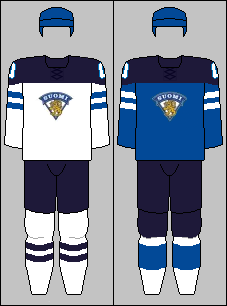
Finsko
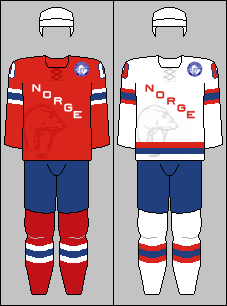
Norsko
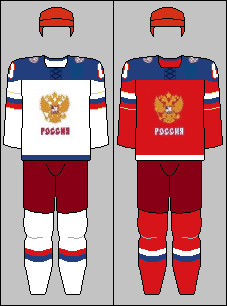
Rusko
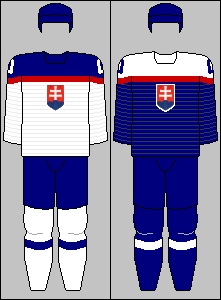
Slovensko
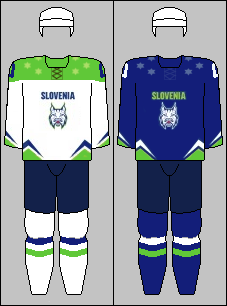
Slovinsko